# Tauro Fútbol Club (féminines)
La section féminine du Tauro Fútbol Club est un club féminin de football basé à Ciudad de Panamá.

## Histoire
Lors du championnat de clôture 2020, le Tauro FC perd la finale face à l'Atlétio Nacional 2-1.
En 2021, les Taurinas remportent tout au Panama. Elles dominent le CD Plaza Amador 1-0 en finale du tournoi d'ouverture, puis remportent la súper final en écrasant le CD Universitario 4-1, avant de dominer à nouveau le Plaza Amador en finale du tournoi de clôture 2-1.
En 2022, le club remporte la finale du championnat panaméen 2-0 face à leurs rivales du Plaza Amador et sont sacrées pour la troisième fois d'affilée. Lors du tournoi interclubs de l'UNCAF 2022, le Tauro FC termine à la 4e place, après une défaite aux tirs au but face au CD Fas dans le match pour la troisième place.
Le Tauro conserve son titre la saison suivante, en battant en finale le Sporting San Miguelito 3-1, après avoir terminé la saison invaincu. Lors de la coupe du monde 2023, une bonne partie des joueuses de la sélection panaméenne viennent du Tauro FC.

## Palmarès
Championnat du Panama (4) :
- Champion en 2021 (ouverture et clôture), 2022 et 2023
- Finaliste en 2019 (ouverture) et 2020 (clôture)

Tournoi de l'UNCAF (0) :
- Finaliste en 2023

## Rivalité
Le Tauro FC dispute le clásico femenino face au Plaza Amador. Lors de leur première rencontre, le 8 novembre 2019, le Tauro s'impose 2-0.